# New Vienna
New Vienna – wieś w Stanach Zjednoczonych, w stanie Ohio, w hrabstwie Clinton.